# Ángel de Tomás Aguirre
Ángel de Tomás Aguirre, conegut al món del futbol pel seu segon cognom Aguirre, (Irun, 1 de març de 1933 - Granollers, 6 d'abril de 2018) és un antic futbolista basc, format futbolísticament a Catalunya, de la dècada de 1950.

## Trajectòria
Basc de naixement, es traslladà de ben jove a Granollers amb la seva família. Fou en aquesta ciutat on es formà com a futbolista, començant a destacar a l'Esport Club Granollers, equip en el qual jugà durant quatre temporades. L'any 1954 fou fitxat pel RCD Espanyol, que immediatament el cedí al CE Sabadell, on jugà durant quatre temporades, totes elles a Segona, on jugà 89 partits de lliga en els quals marcà 30 gols. Durant la temporada 1957-58 retornà a l'Espanyol, on romangué fins a 1961, havent disputat 61 partits a primera divisió, i 10 partits de Copa. La temporada 1961.62 fou traspassat al CD Tenerife, però la següent decidí tornar a casa, fitxant pel CE Europa.